# 利根廣貞
利根 廣貞（とね ひろさだ、1951年1月26日 - ）は、日本の技術者、実業家。富士通フロンテック代表取締役社長や、富士通常任顧問を務めた。

## 人物・経歴
埼玉県生まれ。1973年東京工業大学工学部電子物理工学科卒業、富士通入社。2004年富士通経営執行役。2006年から富士通フロンテック常務取締役、富士通フロンテック取締役経営執行役常務などを務め、2010年富士通フロンテック取締役経営執行役専務。2011年から富士通フロンテック代表取締役社長を務め、グローバル化を進めるなどした。2013年富士通常任顧問。